# Golpe de Estado na Costa Rica em 1917
O golpe de Estado de 27 de janeiro de 1917 foi uma ruptura da ordem constitucional na República da Costa Rica, onde o presidente constitucional Alfredo González Flores, foi deposto por seu ministro da Guerra e Marinha Federico "Pelico" Tinoco e por seu irmão e comandante do exército José Joaquín Tinoco. O golpe contou com o apoio da oligarquia costarriquenha — principalmente dos banqueiros e dos cafeicultores — afetados pela reforma tributária de González, em particular uma maior carga tributária para o grande capital. Gonzalez não tinha apoio popular por ter sido indicado pelo Congresso e não eleito em eleições abertas.
Tinoco, além do apoio da oligarquia mais conservadora, contava com o apoio da Igreja Católica, do Exército (comandado por seu irmão), de importantes figuras políticas e intelectuais e de amplos setores da população, ainda que a brutalidade repressiva do regime foi aos poucos minando sua popularidade. O governo dos Estados Unidos sob o presidente Woodrow Wilson não reconheceu Tinoco como parte de sua política de rejeitar golpes na América Central para promover a estabilidade.
O regime convocou uma eleição presidencial questionável, com Tinoco como candidato único e onde a oposição só poderia limitar-se a apelar à abstenção, bem como convocou eleições para a Assembleia Constituinte que foram quase inteiramente vencidas por candidatos do Partido Peliquista, o partido governista de Tinoco (apelidado de "Pelico").
No entanto, a ditadura de Tinoco duraria apenas dois anos. Seu irmão José Joaquín foi assassinado em 10 de agosto de 1919 e as forças rebeldes já haviam entrado no país com vários graus de sucesso. Tinoco, juntamente com sua família imediata, deixou o país dois dias após a morte do irmão. As eleições seguintes de 1919 foram vencidas pelo líder da oposição anti-Tinoco, Julio Acosta García, com uma vitória esmagadora. Esta será a única ditadura na história da Costa Rica durante o século XX, embora uma Junta de curta duração tenha governado o país de facto por 18 meses após a Guerra Civil Costarriquenha de 1948.